# Mompha raschkiella
Mompha raschkiella é uma espécie de mariposa do gênero Mompha pertencente à família Coleophoridae.